# Piedicorte-di-Gaggio
Piedicorte-di-Gaggio (korsisch Pedicorti (di Gaghju); italienisch Piedicorte di Gaggio) ist eine Gemeinde mit 109 Einwohnern (Stand 1. Januar 2022) im Département Haute-Corse auf der französischen Insel Korsika.
Die Gemeinde liegt beiderseits des Flusses Tavignano. Der Dorfkern befindet sich in den Bergen nördlich des Flusses am Fuß des 1085 Meter hohen Monte Gaggio.

## Bevölkerungsentwicklung
| Jahr      | 1962 | 1968 | 1975 | 1982 | 1990 | 1999 | 2007 | 2016 |
| --------- | ---- | ---- | ---- | ---- | ---- | ---- | ---- | ---- |
| Einwohner | 184  | 194  | 182  | 135  | 129  | 127  | 119  | 99   |

## Sehenswürdigkeiten
- Pfarrkirche Mariä Himmelfahrt (Notre-Dame de l’Assomption) aus dem 19. Jahrhundert, Monument historique

## Wirtschaft
Auf dem Gemeindegebiet gelten kontrollierte Herkunftsbezeichnungen (AOC) für Brocciu, Honig (Miel de Corse - Mele di Corsica), Olivenöl (Huile d’olive de Corse - Oliu di Corsica), Kastanienmehl (Farine de châtaigne corse - Farina castagnina corsa) und Wein (Vin de Corse oder Corse blanc, rosé und rouge) sowie geschützte geographische Angaben (IGP) für Wein (Ile de Beauté blanc, rosé oder rouge und Méditerranée blanc, rosé und rouge).